# Sarrebourg
Sarrebourg [saʁbuʁ] (deutsch Saarburg in Lothringen, lothringisch Saarburch oder Saarbuerj) ist eine französische Gemeinde mit 12.274 Einwohnern (Stand 1. Januar 2022) im Département Moselle in der Region Grand Est (bis 2015 Lothringen).
Sarrebourg ist eine Unterpräfektur (französisch sous-préfecture) des Départements Moselle und Verwaltungssitz des Gemeindeverbands Communauté de communes Sarrebourg Moselle Sud.

## Geographische Lage
Die Ortschaft liegt in einem weiten Becken am Oberlauf der Saar auf 315 m. Die nächstgelegenen Großstädte sind Straßburg, Saarbrücken und Nancy.

## Geschichte

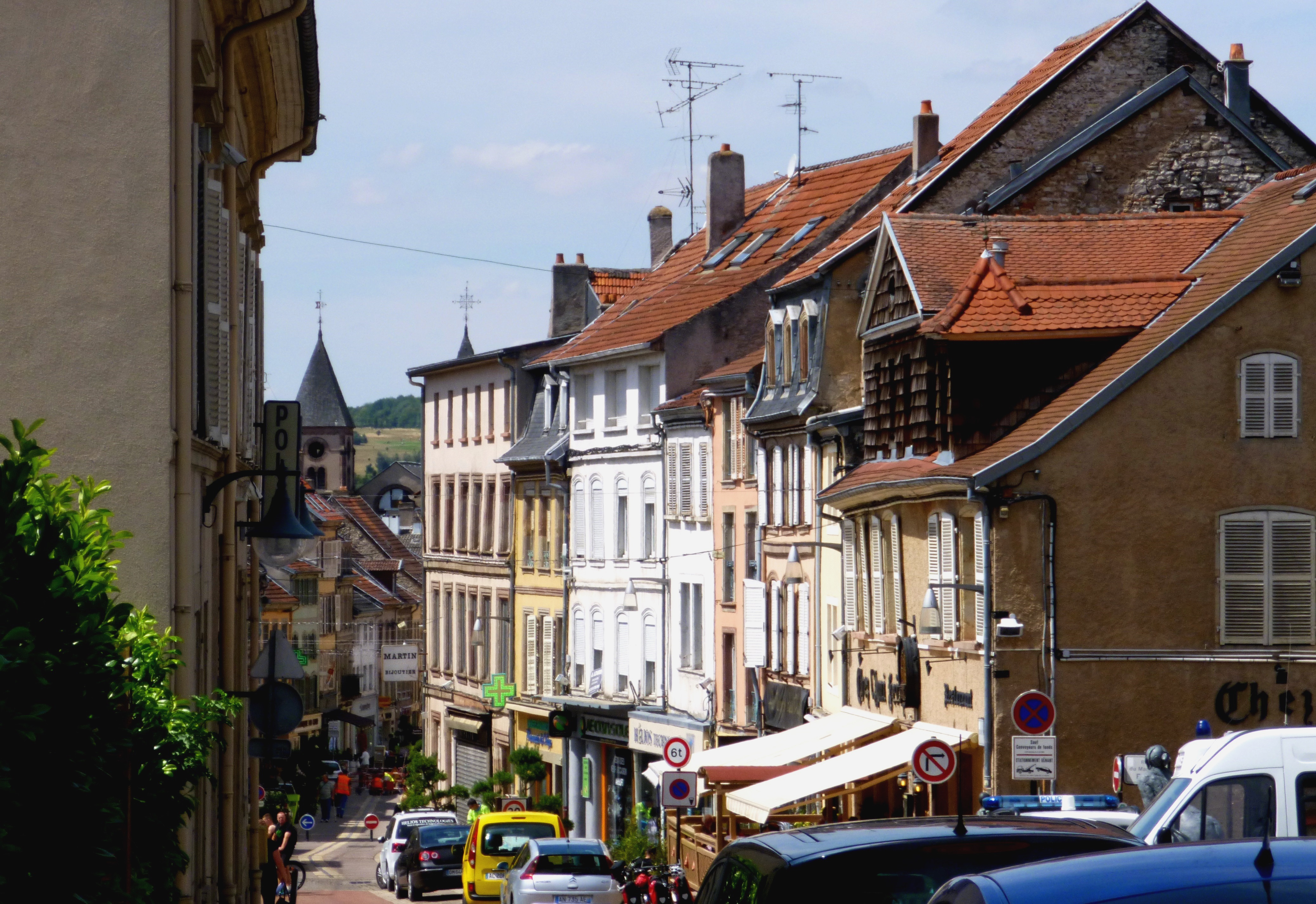
Grand Rue

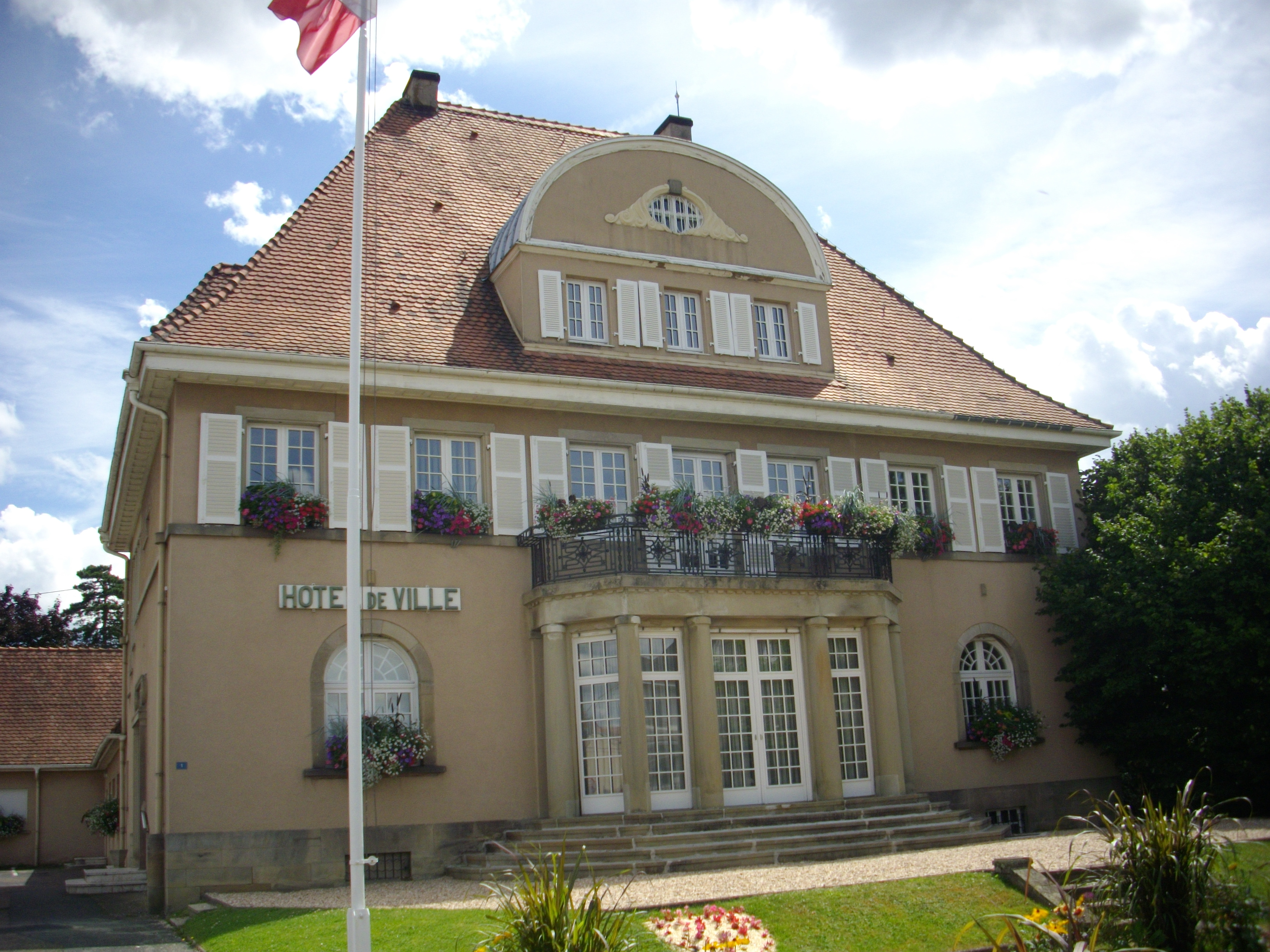
Hôtel de ville (Rathaus)

### Antike
Vor etwa 2000 Jahren entstand die römische Poststation Pons Saravi (Saarbrück) dort, wo die Römerstraße von Reims nach Straßburg die Saar an einer Furt überquerte. An der Kreuzung großer Straßen und inmitten eines fruchtbaren Beckens gelegen, entwickelte sich der Ort zum Handelszentrum. Die Villa Saint-Ulrich mit ihren 33 Einzelgebäuden zeugt von der damaligen Bedeutung des Ortes.

Mithras-Tempel Sarrebourg

1905 fand man einen mit Felsen verschlossenen und zugeschütteten Mithrastempel.
Mitte des 3. Jahrhunderts begann die Invasion der Germanen in die römischen Provinzen am Rhein. Die ersten Befestigungsanlagen entstanden. In den Jahren 259/260 fiel der Limes, um 455 die Rheingrenze. Damit begann die fränkische Besiedelung des Gebiets um Saarburg.

### Mittelalter
Zur Zeit der Merowinger war die Stadt wegen ihrer Lage an der Straße vom Oberrhein über die Salinen im Seille-Gebiet nach Metz ein wichtiges Zentrum und ist 713 als Münzstätte Sareburgo belegt, in der Zeit der Karolinger 818 als castrum. 713 hält hier ein Graf Willibert Gericht, 720/721 ein Graf Adalchard. Letzterer Name verweist auf den späteren karolingischen Seneschall Adalhard.
Im Vertrag von Meerssen im Jahre 870, in dem das östliche Lotharingien dem Ostfrankenreich zugeschlagen wird, wird das Gebiet um Sarrebourg als Oberer Saargau bezeichnet. 966 ist eine Grafschaft Sarrebourg (comitatus Saraburg) belegt, Graf ist Odacher, vermutlich ein Nachfahre des 893 im nördlich angrenzenden Bliesgau amtierenden Odaker aus dem Geschlecht der Wigeriche.
Sarrebourg wird in der Folgezeit greifbar als Lehen der Bischöfe von Metz an die Grafen von Metz.
Zur Zeit Kaiser Ottos (967–983) amtierte Folmar I., „Graff zu Sarburg“, der 982 bis 995 zugleich Graf im Bliesgau war. Dessen Nachfahren traten auf als Grafen von Metz, Herren von Lunéville und Hombourg-Haut und waren Vasallen des Bischofs von Metz.
1171 oder später, nach dem Tod von Folmar VII., dem letzten agnatischen Nachkommen Folmars I., wurde jener beerbt durch seinen Vetter Hugo X. von Dagsburg.
Nach dem Tod von Gertrud von Dagsburg im Jahre 1225 zog das Bistum Metz die vergebenen Lehen (Grafschaft Metz, Herrenstein, Türkstein, die Saarburg und Saaralben) als erledigt ein und übte von da an unmittelbar die Kontrolle über die Gegend aus.
1240 wurde die Stadtbefestigung erweitert. Eine wirtschaftliche Blüte setzte ein, die ihren Höhepunkt im 14. Jahrhundert hatte. Die Glas- und Keramikproduktion war eine der Grundlagen dieses Aufschwungs.
Die bischöflich Metzische Stadt Saarburg hatte schon lange versucht, das geistliche Joch abzuschütteln und sich dagegen mehrfach aufgelehnt. In einem Vertrag von 1464 erkannten die Bürger schließlich Herzog Johann II. von Lothringen als ihren Herrn an, der sich jedoch nicht um die Stadt kümmerte. Erst Herzog Nikolaus nahm am 2. November 1472 förmlich Besitz von der Stadt und versprach, die Stadtschulden zu begleichen. Nachdem Nikolaus 1473 gestorben war, opponierte Bischof Georg von Baden gegen den Besitzerwechsel und verband sich mit dem Herzog von Burgund.

### Neuzeit

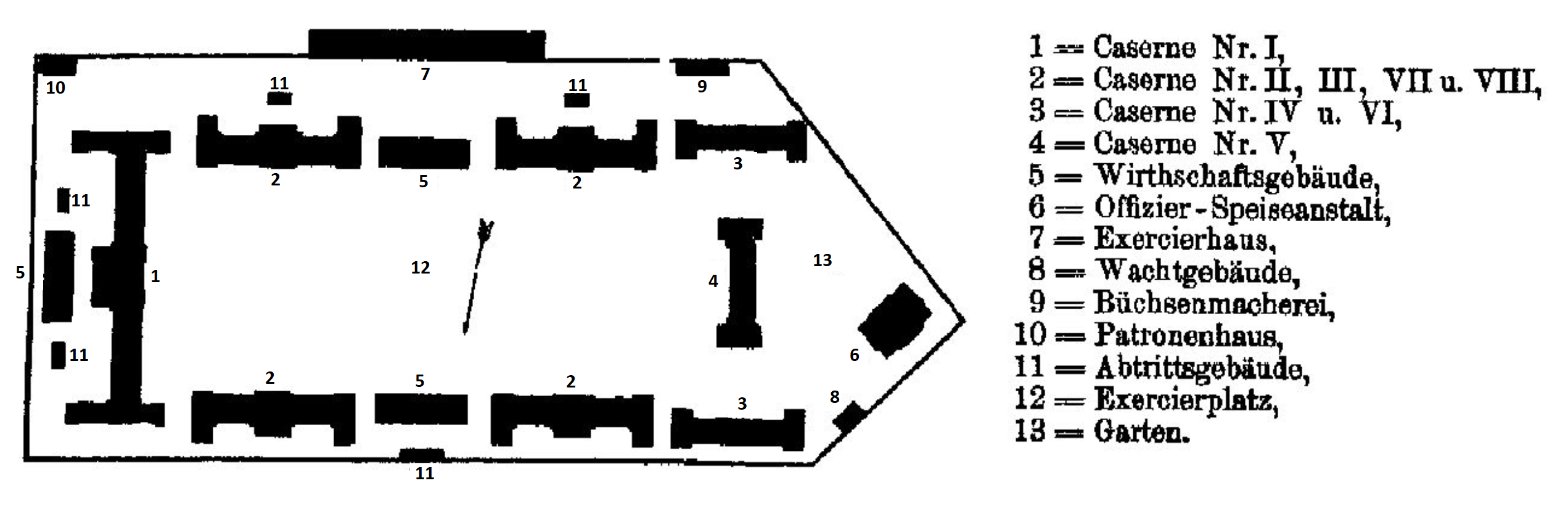
Lageplan von preußischen Kasernen in Saarburg/Lothringen, erbaut 1886–1887 nach Plänen von Oskar Appelius

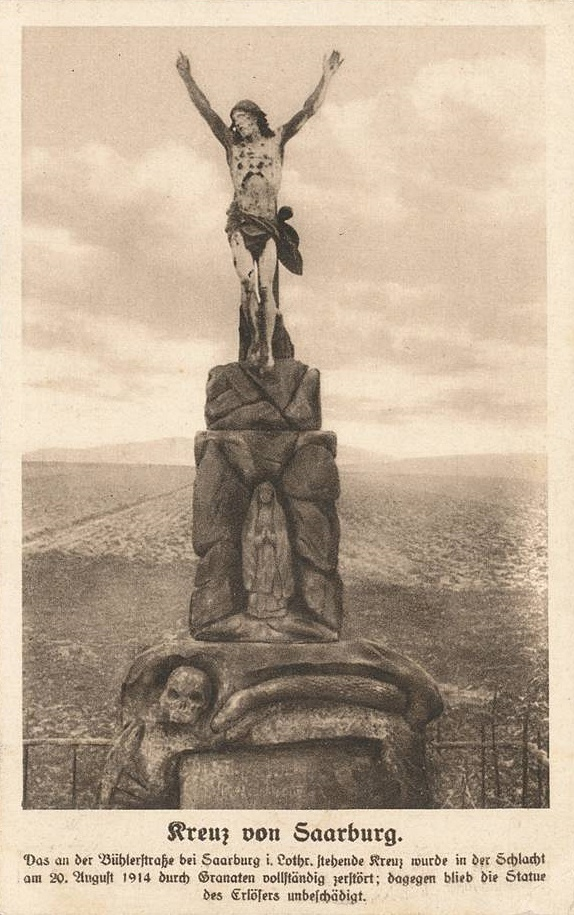
Kreuz von Saarburg

Im Dreißigjährigen Krieg wurde die Stadt verwüstet. Es folgten Pest und Hungersnöte, so dass Herzog Leopold sich schließlich gezwungen sah, Immigranten aus Tirol, der Schweiz und Italien nach Lothringen zu rufen.
Im Vertrag von Vincennes 1661 kam Saarburg zu Frankreich und gehörte nun zu dem Landstreifen, der Frankreich mit dem Elsass verband und Lothringen spaltete. Die zerstörte Stadt wurde wieder aufgebaut.
Im Jahr 1861 hatte die Stadt 2860 Einwohner. Mit dem Friedensvertrag von Frankfurt vom 10. Mai 1871 nach dem Deutsch-Französischen Krieg fiel Saarburg an das Reichsland Elsaß-Lothringen im Deutschen Reich. Mit der neu geschaffenen Verwaltungsstruktur war Saarburg Verwaltungssitz des Landkreises und Kantons Saarburg im Bezirk Lothringen. Als Verkehrs- und Verwaltungsmittelpunkt sowie umfangreiche Garnison (Stab 42. Division, Stab der 59. Infanterie-Brigade, Stab der 42. Kavallerie-Brigade, Infanterie-Regiment Nr. 97, Ulanen-Regimenter Nr. 11 und Nr. 15, zwei Abteilungen des Feldartillerie-Regiments Nr. 15, Maschinengewehrabteilung Nr. 3; Stand 31. Juli 1914) erlebte die Stadt eine Zeit des Wohlstandes.
Ende des 19. Jahrhunderts war Saarburg überwiegend deutschsprachig. Allerdings gab es auch eine französischsprachige Minderheit in der Stadt. Durch Kontakte mit französischsprachigen Gemeinden im Umland wurde auch Patois gesprochen.
Im August 1914 kam es im Rahmen der Schlacht in Lothringen hier zur Schlacht bei Saarburg. Französische Truppen waren an diesem Frontabschnitt bis ins Reichsgebiet vorgedrungen und wurden unter schweren Opfern zurückgeschlagen. Daran erinnert u. a. das Kreuz von Saarburg, ein im benachbarten Ort Buhl-Lorraine stehendes Flurkreuz, von dem am 20. August 1914 durch eine Granate der Querbalken weggeschossen wurde, so dass die Skulptur des Gekreuzigten ihres Kreuzes entledigt in den Himmel ragt. Nach dem Ersten Weltkrieg kam Saarburg 1919 aufgrund der Bestimmungen des Versailler Vertrags zu Frankreich. Während des Zweiten Weltkriegs wurde die Ortschaft von der deutschen Wehrmacht besetzt, gelangte aber nach Kriegsende an Frankreich zurück.
Die Stadt ist ein Handelszentrum mit Industrie in den Bereichen Metallverarbeitung, Druck- und Agrarerzeugnisse sowie der Herstellung von Schuhen (Mephisto).

### Bevölkerungsentwicklung
| Jahr | Einwohnerzahl | Anmerkungen |
| ---- | ------------- | --- |
| 1861 | 3073          | [ 7 ] |
| 1871 | 2860          | darunter 301 Protestanten, sechs Mennoniten und 374 Israeliten |
| 1872 | 2821          | am 1. Dezember, in 403 Häusern; nach anderen Angaben 3030 Einwohner |
| 1880 | 3842          | am 1. Dezember, auf einer Fläche von 731 ha, in 430 Wohnhäusern, davon 2579 Katholiken, 897 Protestanten und 352 Juden |
| 1885 | 3869          | davon 2517 Katholiken, 1001 Evangelische und 340 Juden |
| 1890 | 5445          | [ 7 ] |
| 1905 | 9815          | mit der Garnison (Stab der 59. Infanterie- und 30. Kavalleriebrigade, ein Infanterieregiment Nr. 97, zwei Ulanenregimenter Nr. 11 und 15, zwei Abteilungen Feldartillerie Nr. 15), meist katholische Einwohner, nach anderen Angaben 9809 Einwohner |
| 1910 | 10.019        | davon 5547 Katholiken, 4066 Evangelische und 371 Juden (630 mit französischer Muttersprache, 4108 Militärpersonen) |

| Jahr      | 1962   | 1968   | 1975   | 1982   | 1990   | 1999   | 2007   | 2019   |
| --------- | ------ | ------ | ------ | ------ | ------ | ------ | ------ | ------ |
| Einwohner | 11.080 | 11.413 | 12.615 | 12.699 | 13.311 | 13.330 | 12.786 | 12.449 |

## Städtepartnerschaft
- Saarburg, Deutschland

## Sehenswürdigkeiten
- Kirche St. Bartholomäus
- Christuskirche

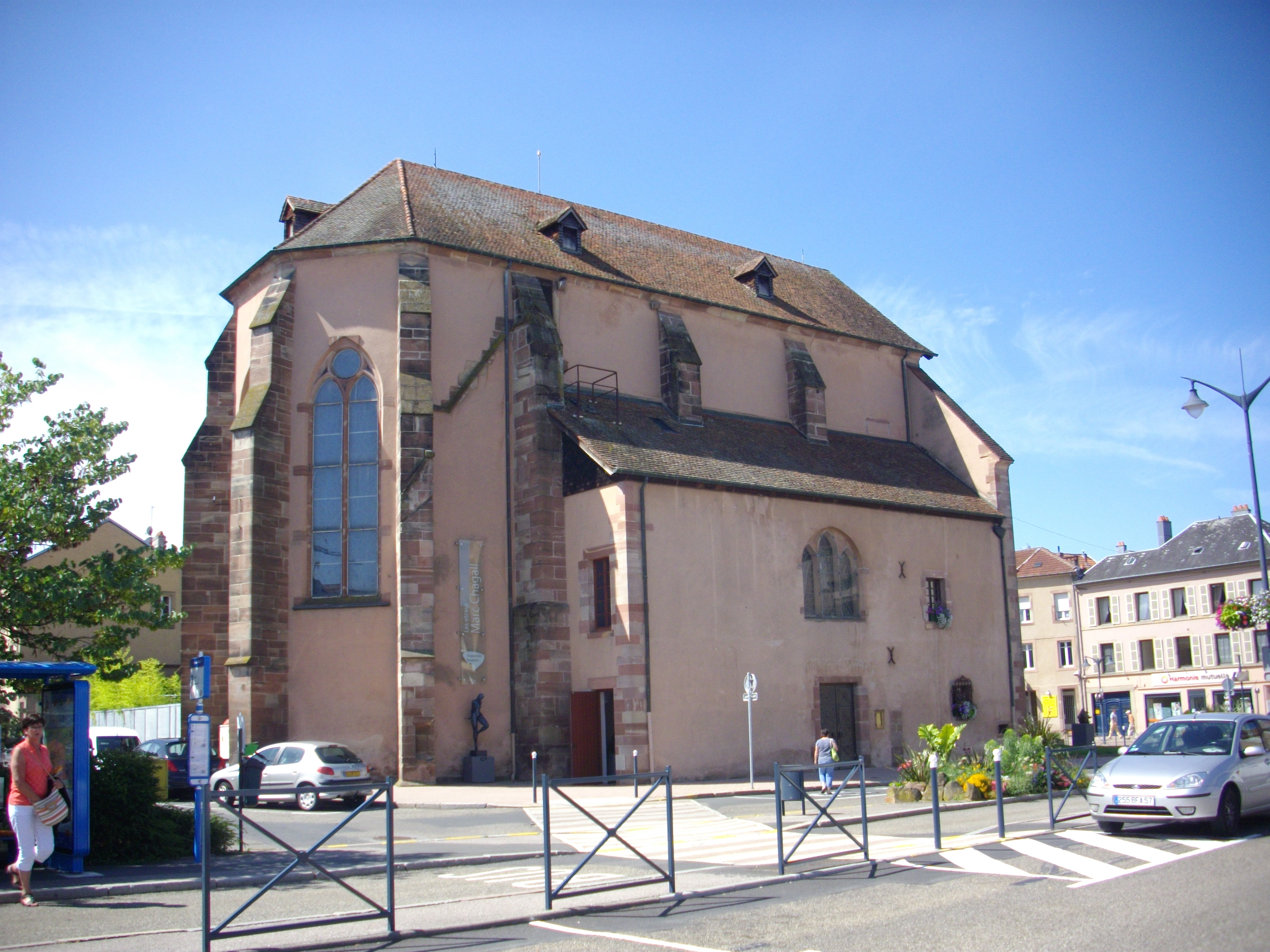
Chapelle des Cordeliers

- Franziskanerkapelle (Chapelle des Cordeliers) aus dem 13. und 16. Jahrhundert mit einem großen Glasfenster von Marc Chagall
- Heimatmuseum (Musée du Pays de Sarrebourg)
- Gallo-römische Villa Saint-Ulrich

## Persönlichkeiten

### Söhne und Töchter der Stadt
- Anatole de Baudot (1834–1915), Architekt, Architekturhistoriker und Restaurator
- Alexander von Warsberg (1836–1889), österreichischer Regierungsbeamter und Reiseschriftsteller
- Charles Mangin (1866–1925), General
- Edouard Tzschupke (1875–1929), Impressionist
- Ludwig Munzinger (1877–1957), Journalist und erster Herausgeber des Munzinger-Archivs
- Wilhelm Rieger (1878–1971), Ökonom
- Werner Hartenstein (1879–1947), Jurist und Oberbürgermeister von Freiberg
- Gerta Springer (1880–1960), Malerin
- Kurt von Lersner (1883–1954), Diplomat und Politiker
- Fritz Ramien (1883–1965), Jurist, Bürgermeister von Wolfenbüttel von 1933 bis 1945
- Emil Herfurth (1887–1951), Politiker und Schriftsteller
- Gerhard von Haniel (1888–1955), Maler
- Alfred Wünnenberg (1891–1963), SS-Angehöriger und Polizeioffizier
- Harmi Ruland (1892–1982), Textildesignerin, Hochschullehrerin
- Erwin Menny (1893–1949), Generalleutnant im Zweiten Weltkrieg
- Léon Meiss (1896–1966), Jurist und jüdischer Funktionär
- Marie-Louise von Rogister (1899–1991), deutsche Künstlerin und bedeutende Malerin des Informel
- Friedrich A. Lutz (1901–1975), Ökonom
- Herbert von Einem (1905–1983), Kunsthistoriker
- Jean Stock (* 1948), Journalist und TV-Manager
- Christian Streiff (* 1954), Manager
- Yohan Croizet (* 1992), Fußballspieler

### Es wirkten im Ort
- Georg Clemens Müller (1875–1920), Landtagsabgeordneter und Bürgermeister von Saarburg
- Pierre Messmer (1916–2007), französischer Premierminister, Minister, Bürgermeister von Sarrebourg